# Giro di Sicilia (Radsport)

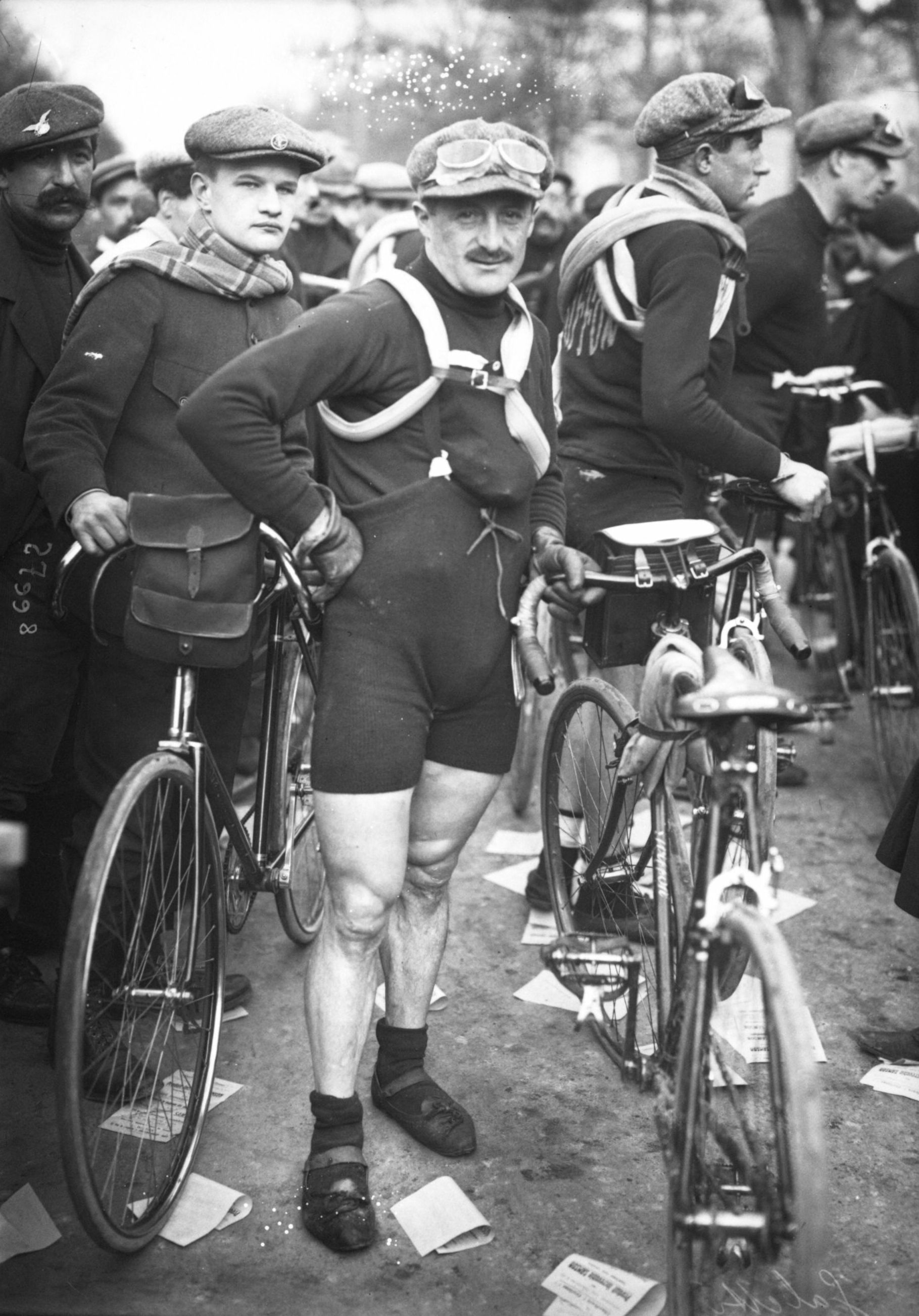
Carlo Galetti gewann die ersten beiden Austragungen 1907 und 1908

Der Giro di Sicilia (dt.: Sizilienrundfahrt) ist ein Etappenrennen für Männer im Straßenradsport auf Sizilien.
Das Rennen wurde erstmals 1907 und anschließend jährlich, allerdings mit Unterbrechungen, ausgetragen. 1977 fand die vorerst letzte Austragung statt, bis das Rennen im Jahre 2019 wiederbelebt wurde. Es ist in der UCI-Kategorie 2.1 eingestuft, geht über vier Etappen und rund 700 Kilometer. In drei Jahren – 1958, 1973 und 1974 – wurde die Sizilienrundfahrt als Eintagesrennen ausgetragen, 1958 zusätzlich zum Etappenrennen.
Die für März 2020 vorgesehene Auflage wurde aufgrund behördlicher Auflagen im Zusammenhang mit der Verbreitung von COVID-19 in Italien abgesagt. Der Veranstalter erklärte, er versuche die Rennen zu einem anderen Zeitpunkt nachzuholen.

## Palmarès
| Jahr                        | Sieger                | Zweiter             | Dritter              |          |
| --------------------------- | --------------------- | ------------------- | -------------------- | -------- |
| 1907                        | Carlo Galetti         | Luigi Ganna         | Umberto Zoffoli      |          |
| 1908                        | Carlo Galetti         | Pierino Albini      | Ernesto Azzini       |          |
| 1909-1925 nicht ausgetragen |                       |                     |                      |          |
| 1926                        | Domenico Caratozzolo  | Francisco Gambino   | Gianbattista Gilli   |          |
| 1927-1928 nicht ausgetragen |                       |                     |                      |          |
| 1929                        | Nicola Mammina        | Leonida Frascarelli | Albino Binda         |          |
| 1930-1931 nicht ausgetragen |                       |                     |                      |          |
| 1932                        | Nicola Mammina        | Attilio Pavesi      | Antonio Nicolosi     |          |
| 1933-1935 nicht ausgetragen |                       |                     |                      |          |
| 1936                        | Francesco Patti       | Ernesto Zuppa       | Alfredo Mazzocchetti |          |
| 1937-1938 nicht ausgetragen |                       |                     |                      |          |
| 1939                        | Remo Cerasa           | Francesco Patti     | Giovanni Corrieri    |          |
| 1940-1947 nicht ausgetragen |                       |                     |                      |          |
| 1948                        | Francesco Patti       | Marcello Spadolini  | Vitaliano Lazzerini  |          |
| 1949                        | Dino Rossi            | Sergio Pagliazzi    | Angelo Fumagalli     |          |
| 1950                        | Donato Zampini        | Giacomo Zampieri    | Arigo Padovan        |          |
| 1951                        | Primo Volpi           | Francesco Patti     | Ugo Fondelli         |          |
| 1952 nicht ausgetragen      |                       |                     |                      |          |
| 1953                        | Elio Brasola          | Pietro Giudici      | Luigi Mastroianni    |          |
| 1954                        | Ugo Massocco          | Livio Isotti        | Giovanni Roma        |          |
| 1955                        | Gilberto Dall'Agata   | Franco Franchi      | Renzo Accordi        |          |
| 1956                        | Pietro Polo Perucchin | Luciano Ciancola    | Walter Serena        |          |
| 1957                        | Alberto Emiliozzi     | Alfredo Sabbadin    | Giuseppe Cainero     |          |
| 1958                        | Carlo Azzini          | Gianbattista Milesi | Antonino Catalano    |          |
| 1958 (2)                    | Diego Ronchini        | Noè Conti           | Mario Mori           |          |
| 1959                        | Loris Guernieri       | Federico Galeaz     | Noè Conti            |          |
| 1960                        | Giorgio Tinazzi       | Aurelio Cestari     | Idrio Bui            |          |
| 1961-1972 nicht ausgetragen |                       |                     |                      |          |
| 1973                        | Enrico Maggioni       | Michele Dancelli    | Enrico Paolini       |          |
| 1974                        | Roger De Vlaeminck    | Patrick Sercu       | Marino Basso         |          |
| 1975-1976 nicht ausgetragen |                       |                     |                      |          |
| 1977                        | Giuseppe Saronni      | Pierino Gavazzi     | Carmelo Barone       |          |
| 1978-2018 nicht ausgetragen |                       |                     |                      |          |
| 2019                        | Brandon McNulty       | Guillaume Martin    | Fausto Masnada       |          |
| 2020                        | abgesagt              | abgesagt            | abgesagt             | abgesagt |
| 2021                        | Vincenzo Nibali       | Alejandro Valverde  | Alessandro Covi      |          |
| 2022                        | Damiano Caruso        | Alexander Cepeda    | Louis Meintjes       |          |
| 2023                        | Alexei Luzenko        | Louis Meintjes      | Vincenzo Albanese    |          |
| 2024                        | abgesagt              | abgesagt            | abgesagt             | abgesagt |